# Zoltán Székely
Zoltán Székely (hongarès: Székely Zoltán)  (Kocs, 8 de desembre de 1903 - Banff, 5 d'octubre de 2001) va ser violinista i compositor.

## Biografia
Székely va estudiar violí amb Jenő Hubay i composició amb Zoltán Kodály a l'Acadèmia Franz Liszt de Budapest. Va compondre principalment música de cambra. Székely va recórrer Europa amb el virtuós jove violoncel·lista Pál Hermann. Székely era amic de Béla Bartók i va ser qui va sol·licitar la composició del segon concert per a violí de Bartók i el seu dedicat, així com intèrpret, en la seva estrena al març de 1939, dirigint Mengelberg. L'actuació va ser una transmissió en directe i va ser enregistrada per Radio Hilversum en acetats de 78 RPM, el suport de gravació més utilitzat en aquell moment.
Durant diversos anys Székely va viure als Països Baixos i des de 1940–1941 va ser líder/concertista de la Royal Concertgebouw Orchestra sota la direcció de Willem Mengelberg. Posteriorment va anar a viure als EUA i al Canadà. Zoltan Szekely es va incorporar al quartet de corda hongarès en el seu segon any i va tocar el primer violí des de 1937 fins que es va dissoldre el quartet el 1972. Va ser nomenat professor honorari per l'Acadèmia Franz Liszt el 1981, que va marcar el centenari de Bartók.
Székely va transcriure les danses populars romaneses de Bartók per a violí i piano.